# Statvolt
Das Statvolt (Einheitenzeichen: {\displaystyle \mathrm {statV} }) ist die Einheit der elektrischen Spannung und des elektrischen Potentials im elektrostatischen CGS-Einheitensystem und im Gaußschen System.
Die Umrechnung in die SI-Einheit Volt lautet:
{\displaystyle 1\ \mathrm {statV} \ \mathrel {\widehat {=}} \ 299{,}792458\ \mathrm {V} }
Der Umrechnungsfaktor entspricht dem numerischen Wert der Lichtgeschwindigkeit in cm/s, dividiert durch 108, den Skalierungsfaktor in der ursprünglichen Definition des Volts: 1 V = 108 e.m.u.